# Campionat de Zúric 1977

Fotografia de l'edició de 1977.

L'edició del 1977 fou la 62a del Campionat de Zuric. La cursa es disputà el 8 de maig de 1977, pels voltants de Zúric i amb un recorregut de 250 quilòmetres. El vencedor final fou l'italià Francesco Moser, que s'imposà per davant de Ronald De Witte i Walter Godefroot.

## Classificació final
|    | Ciclista         | Equip               | Temps      |
| -- | ---------------- | ------------------- | ---------- |
| 1  | Francesco Moser  | Sanson-Campagnolo   | 6h 36' 42" |
| 2  | Ronald De Witte  | Brooklyn            | m. t.      |
| 3  | Walter Godefroot | Ijsboerke-Colnago   | + 2'29"    |
| 4  | Eddy Merckx      | Fiat France         | m. t.      |
| 5  | André Dierickx   | Maes Pils-Mini Flat | m. t.      |
| 6  | Frans Verbeeck   | Ijsboerke-Colnago   | m. t.      |
| 7  | Willy De Geest   | Brooklyn            | m. t.      |
| 8  | Bruno Wolfer     | Zonca               | m. t.      |
| 9  | Albert Zweifel   | Sempione-Mondia     | m. t.      |
| 10 | Josef Fuchs      | Sanson-Campagnolo   | m. t.      |